# Guerra de los Mercenarios
La guerra de los Mercenarios, guerra de África o guerra inexpiable (241-238 a. C.) fue una guerra civil de extraordinaria crueldad que asoló los territorios africanos del Imperio de Cartago durante tres años y cuatro meses.
De un lado se encontraban la capital y las ciudades leales. Del opuesto, los mercenarios rebeldes que habían luchado bajo el estandarte cartaginés durante la primera guerra púnica, aliados con la mayor parte de las ciudades africanas, súbditas de Cartago. 
Durante el conflicto, una nueva declaración de guerra de Roma provocó la pérdida para Cartago de Córcega y Cerdeña, que pasaron a quedar bajo el dominio de su rival. A pesar de eso, no existió enfrentamiento armado entre las fuerzas de ambos pueblos.
La victoria final del ejército de Cartago, dirigido por Amílcar Barca, no mejoró mucho la situación. Las pérdidas humanas y económicas obligaron a Cartago a dirigir sus miras hacia nuevos territorios que colonizar, con lo que dio comienzo la conquista de la península ibérica.

## Antecedentes

### Primera guerra púnica
Durante la primera guerra púnica, el general Amílcar Barca había resultado invicto en los combates contra los romanos, sometiendo la ciudad de Erice y el monte del mismo nombre, además de Ericté y Drépana. Sus tropas de mercenarios eran la flor y nata del ejército de tierra, y Amílcar los había entrenado en tácticas de guerrilla que causaban quebraderos de cabeza a las legiones. 
En ese entonces Cartago era una ciudad riquísima y poderosa, un núcleo clave del comercio mediterráneo con cien o doscientos millares de habitantes. Capaz de armar ejércitos de hasta setenta mil hombres (principalmente mercenarios extranjeros y reclutas libios) y flotas de doscientos navíos de guerra.
Cortados sus suministros y deshecha la flota cartaginesa tras la derrota naval de las islas Egadas, y ante la imposibilidad de recibir los suministros necesarios para continuar la lucha, Amílcar decidió firmar la paz (241 a. C.). En el tratado, el cónsul romano, Cayo Lutacio Cátulo, reconoció el derecho del cartaginés a retirarse sin hacer entrega de sus armas.
Después de la firma del tratado que ponía fin a la guerra, las tropas cartaginesas de Sicilia se reunieron en la ciudad de Lilibeo, gobernada por Giscón. Amílcar llegó a la ciudad desde Erice, al mando de su ejército de mercenarios, y cedió al gobernador la tarea de repatriar las tropas a África. Giscón prudentemente las dividió en pequeños destacamentos que viajarían de forma escalonada. De este modo, los mercenarios llegarían en grupos reducidos y se trataría el pago del salario con cada contingente en particular.

### Rebelión de los mercenarios

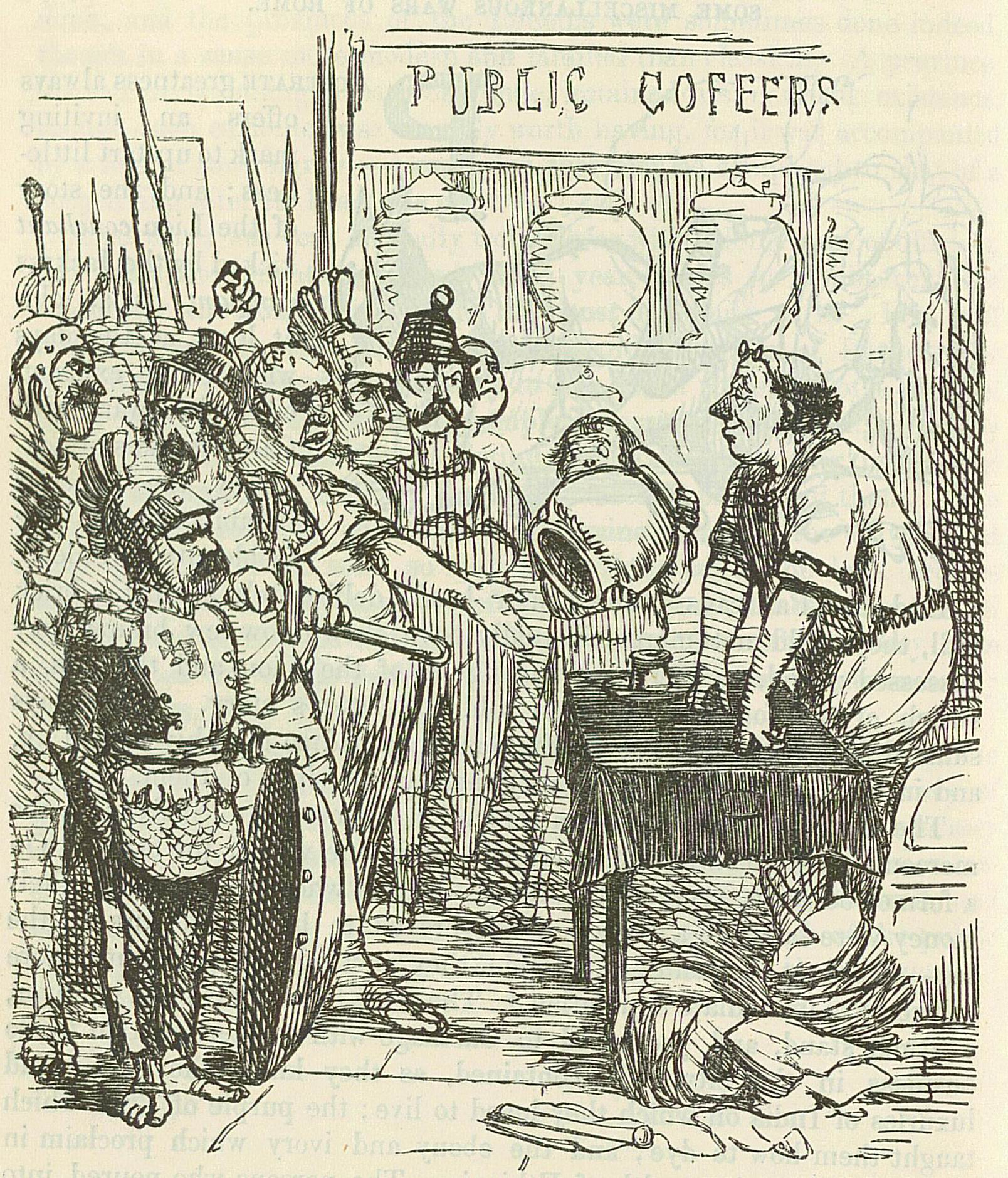
Caricatura de Hannón mostrando a los mercenarios las arcas vacías de Cartago. Cómic de la Historia de Roma, pág. 162.

Pero el Senado de los Cien no siguió los planes del general, por lo que en vez de tratar por separado con cada uno de los contingentes de mercenarios el pago de su salario, concentraron a todos los mercenarios, alojándolos en Cartago primero y luego en la ciudad de Sicca. Allí acampados, acudió Hannón para informarles que las arcas de Cartago estaban agotadas por la guerra y el tratado de paz con Roma, y les pidió que renunciaran a parte de su salario. Polibio, en sus Historias, libro I, 67, relata como debido a la multinacionalidad de los mercenarios y la torpeza de los aristócratas cartagineses, los ánimos se calentaron. Por lo tanto los mercenarios, lejos de consentir, rompieron en protestas hacia Hannón y los aristócratas de Cartago y, después de varios días, partieron en masa hacia la capital. Acamparon al otro extremo de la península, en la ciudad de Túnez, en número de veinte mil infantes, cuatro mil jinetes y trescientos elefantes.
La magnitud de los disturbios y el peligro que se cernía sobre la ciudad hicieron que Cartago finalmente conviniera a pagar los salarios en su totalidad. Ante la imposibilidad de mandar a Amílcar Barca, ocupado en empresas lejos de Cartago, el Gran Consejo envió a Giscón, que gozaba del aprecio de los soldados y había combatido junto a ellos en Sicilia, con el dinero y los bienes exigidos por estos.
Pero esta concesión llegó demasiado tarde. Dos mercenarios, el libio Matón (Μαθως) y el campanio Spendios (Spendius), alzaron su voz por encima del resto, llevados por intereses particulares. Imponiendo su voluntad, los rebeldes apresaron a Giscón, apoderándose de los tesoros que traía consigo (240 a. C.).

## La guerra de África

### La declaración de guerra

Pérdidas territoriales cartaginesas
República de Cartago
Pérdidas tras la primera guerra púnica
Pérdidas tras la guerra de los Mercenarios
República de Roma

Tras ser nombrados generales, Matón y Spendios enviaron misivas a las ciudades tributarias de Cartago, incitándolas a deshacerse del yugo púnico y unirse a ellos en el conflicto. Sufriendo los gravosos tributos que cayeron sobre ellas tras la desastrosa guerra con Roma, accedieron fácilmente a las peticiones de los mercenarios, lo que convirtió el motín original en un levantamiento nacional. Sólo dos ciudades se mantuvieron leales: Bizerta y Útica.
Respaldados por un ejército de 70 000 africanos y 20 000 mercenarios, los generales rebeldes declararon formalmente la guerra a Cartago. Pero modernas estimaciones rebajan la cifra a unos 40 000 combatientes reunidos por Matón y Spendios al inicio de la guerra. La situación de ésta era desesperada. Recién salida de otra guerra, se hallaba escasa de armas, sin flota de guerra, pertrechos navales, reservas de víveres ni esperanzas de socorro externo.
Los cartagineses concedieron a Hannón el Grande el mando militar por sus anteriores victorias en África, reunieron un nuevo ejército mercenario y armaron a todos los hombres en edad adulta. Entrenaron la caballería de la ciudad y unificaron los restos de su flota. 
Matón, dividiendo su ejército en dos, sitiaba las ciudades de Útica y Bizerta, y aseguraba el campo de Túnez, con lo que quedaban cortadas de raíz las comunicaciones de Cartago por tierra.

### La ayuda romana
Los mercenarios enviaron también una embajada a Roma, buscando su apoyo en la guerra. Pero por esa época los latinos se hallaban envueltos en otra guerra civil contra los faliscos, una guerra no obstante de menor trastorno y duración que la librada en África.
Ante la imposibilidad de reconciliar a ambas partes, Roma liberó sin rescate alguno a todos los cautivos cartagineses que tenía en su poder, envió grano a Cartago y permitió a la ciudad que reclutara mercenarios en las tierras de sus aliados. No buscaban con ello el beneficio de Cartago, sino forjarse una reputación de pueblo honorable y justo. Además, Cartago todavía debía una fuerte suma de dinero a Roma como indemnización de guerra, y por eso a los romanos no les interesaba que la ciudad fuera destruida.
Así pues, la ayuda romana no fue masiva, pero constituyó sin duda un punto de apoyo primordial para la preparación de Cartago en su guerra civil.

### La campaña de Hannón
Hannón se ocupó con eficiencia de la logística. Dirigiendo un ejército que contaba con un centenar de elefantes de guerra, rompió el cerco de Útica, pero en lugar de acabar con los enemigos en fuga, entró en la ciudad. Mientras celebraba la victoria, los rebeldes, utilizando las tácticas aprendidas con Amílcar, se reagruparon y lanzaron ataques de guerrilla, hasta poner en fuga al ejército de Hannón. Poco después el general perdió una oportunidad de asestar un golpe al ejército rebelde cerca de un lugar llamado Gorza.
Ante los fracasos de Hannón, el Consejo de Cartago nombra a Amílcar comandante en jefe del ejército (240 a. C.), entregándole además setenta elefantes, las tropas mercenarias de nuevo contrato y los desertores de entre los rebeldes, la caballería y la infantería de la metrópoli. En total, las tropas reunidas ascendían a 8000 o 10 000 hombres, muchos de ellos sobrevivientes del desastre de Hannón. Y eso sin contar con las guarniciones de Bizerta y Útica, probablemente bastante numerosas. Sin embargo, algunos historiadores hablan de 20 000 a 30 000, principalmente reclutas líbicos. Tropa lo suficientemente grande en comparación a las enemigas como para atreverse a enfrentarlos en campo abierto. 
En su primera incursión, contando además con la ventaja moral del temor y respeto que inspiraba en sus enemigos, Amílcar rompió el cerco a Cartago y a Útica, que había sido recuperada tras la huida de Hannón.

### La campaña de Amílcar

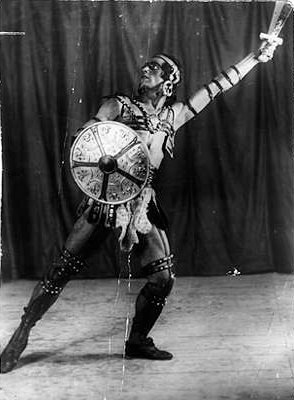
Ígor Moiséyev en el ballet Salambó (Teatro Bolshói, 1932). Ballet coreografiado por Aleksandr Gorski y basado en la novela Salambó de Gustave Flaubert.

Los caminos de montaña que salían de Cartago habían sido tomados y fortificados por los rebeldes, al mando de Matón. La única ruta practicable para un gran ejército cruzaba el río Bagradas. Spendios, el otro general mercenario, había construido un campamento junto al puente, custodiando el paso. 
Amílcar conocía la geografía del terreno mejor que los extranjeros, pues había nacido en Cartago. Sabía que en verano, cuando soplaba el viento del desierto, la arena arrastrada por el mismo formaba un depósito de lodo que creaba una ruta vadeable en la desembocadura del río. Sin mencionar sus planes, abandonó la metrópoli al abrigo de la noche y cruzó por esa zona con su ejército. 
Al amanecer sorprendió tanto a los ciudadanos de Cartago como a los rebeldes. Cuando Spendios percibió el movimiento de Amílcar, abandonó el campamento junto al puente y atacó con 10 000 hombres. Un segundo ejército mercenario partió desde el sitio de Útica, en número de 15 000. De estos 25 000 soldados probablemente unos 20 000 salieron a presentar batalla a Amílcar mientras el resto siguió asediando las ciudades. Cifras hoy consideradas exageradas. Estimaciones más moderadas que los historiadores antiguos dicen que el ejército que dejó el sitio de Útica probablemente no llegaba a los 15 000 efectivos. Es más, los siteadores de Bizerta probablemente no pasaran de 5000. Sólo 5000 mercenarios vigilaban el puente sobre el Bagradas y la tropa de refuerzo posiblemente fuera de unos 10 000 reclutas líbicos. El ejército cartaginés se componía por unos 10 000 combatientes, incluidos 1000 infantes ligeros, 1000 jinetes y 70 elefantes. En un hábil movimiento, Amílcar reorganizó su ejército, de modo que la caballería y los elefantes, que constituían la vanguardia, se retiraron por los extremos de la formación, mientras la falange, que formaba en retaguardia, comenzaba a desplegar una línea compacta frente al enemigo.
Los rebeldes, pensando que el ejército cartaginés se batía en retirada, atacaron en desorden. El primer ejército, proveniente de Útica, chocó directamente contra las filas de la falange. La infantería ligera golpeó entonces, obligando a los rebeldes a batirse en retirada. El segundo contingente, comandado por Spendios, recibió a los suyos en retirada, y mientras reorganizaba sus líneas, la caballería y los elefantes de Amílcar destrozaron sus flancos. Tras la derrota aproximadamente la mitad de los hombres de la división de Spendios habían muerto o tomados prisioneros, pero le quedaban aun unos 12 000 veteranos de las campañas de Sicilia.
Posteriormente, el combate fue conocido como batalla del Bagradas, la primera victoria importante de Cartago frente a los rebeldes, que abrió las rutas terrestres al paso de tropas y mercancías. Murieron 6000 rebeldes y otros 2000 cayeron prisioneros. El campamento junto al Bagradas fue desmantelado, y el sitio de Útica, acechado por Hannón, abandonado.
Mientras, Matón continuaba su asedio a Bizerta, aconsejando a Spendios que evitara el llano, debido a la superioridad de Amílcar en caballería y elefantes. Envió a las mejores tropas a su aliado, númidas y africanos que combatían por su tierra y su libertad. Spendios contaba por entonces con 8000 mercenarios, entre ellos 2000 galos a las órdenes de Autarito. Con este ejército, Spendios se dispuso a atacar el campamento de Amílcar. Corría el año 239 a. C.
Pero los númidas, al mando del noble Naravas, se pasaron entonces al bando cartaginés, en número de 2000, con cuyo refuerzo las tropas rebeldes fueron completamente derrotadas. Mueren 10 000 alzados y 4000 son capturados. Los elefantes volvieron a representar un factor definitivo en la batalla.
Amílcar permitió a los prisioneros que lo desearan unirse a su ejército, y perdonaba la vida a aquellos que rehusaran.

### La defección de Cerdeña
Por estas fechas, las noticias de la guerra habían llegado hasta la isla de Cerdeña. Los mercenarios que se hallaban como guarnición en la isla se rebelaron a ejemplo de sus camaradas de Sicilia, ahora en África. Pasaron a cuchillo a la población púnica y al jefe de las tropas auxiliares, conocido por el nombre de Bostar.
Cartago envió al capitán Hannón al mando de un pequeño ejército, pero cuando éste llegó allí, sus tropas se pasaron al bando rebelde y le crucificaron. Con las ciudades en su poder, los mercenarios se hicieron con el control de Cerdeña, enfrentándose a la población autóctona.

### Asesinato de los prisioneros
Los actos de clemencia mostrados por el Barca hacia sus cautivos sembraban el temor en los ánimos de los jefes rebeldes, que veían peligrar la lealtad de sus tropas. A raíz de esto, idearon un ardid para que sus soldados se enfurecieran tanto con Cartago que cometieran un terrible crimen, crimen que haría imposible cualquier muestra ulterior de piedad.
Matón y Spendios unieron sus voces a la del galo Autarito. Convocaron al ejército a las afueras de Útica. Utilizando a dos actores que simulaban ser emisarios de los rebeldes de Cerdeña y Túnez, les hicieron entrar en la reunión en diferentes momentos llevando mensajes similares: la sospecha de que, entre sus tropas, existían traidores que habían pactado con los cartagineses para liberar a Giscón. Después, Spendios exhortó a los suyos para que desconfiaran de Amílcar, pues su falsa clemencia era un ardid para castigarlos a todos una vez pasaran a su bando.
Autarito habló entonces, haciendo una recapitulación de todas las ofensas realizadas por los cartagineses, pidió la ruptura de toda posible negociación con Cartago. Después, clamó por la muerte de Giscón y los prisioneros. Los cartagineses, en número de 700, fueron asesinados con extrema crueldad. Les amputaron manos y pies, les rompieron las rodillas y después les arrojaron a un foso aún vivos.
Cuando esta información llegó a Cartago, los púnicos, horrorizados, enviaron misivas solicitando los cadáveres de su comitiva. A esto se negaron los rebeldes, amenazándoles además con tratar del mismo modo a todo aquel mensajero que les fuera enviado desde la metrópoli.
Después de este acto, los prisioneros que caían en manos cartaginesas eran aplastados por elefantes o arrojados a las fieras en represalia. La guerra cobró dimensiones de crueldad extrema, motivo por el cual fue conocida a partir de entonces como Guerra Inexpiable.

### La campaña conjunta
Amílcar llamó entonces a Hannón para combinar sus ejércitos y finalizar de forma rápida la guerra.  
Después de la batalla del Bagradas, la liberación de Útica y la alianza de Naravas, la guerra había cobrado un claro color cartaginés. Sin embargo, una serie de catástrofes tornaron de nuevo el signo de la guerra a favor de los rebeldes:
- La pérdida de Cerdeña a manos de los mercenarios, los residentes cartagineses en la isla son masacrados.
- El naufragio de una flota mercante que portaba suministros para el ejército.
- La defección de Bizerta y Útica, que asesinaron a la guarnición cartaginesa y se pasaron al bando rebelde.

Por si esto no fuera suficiente, ambos generales discutían constantemente sobre estrategias y tácticas a seguir, de modo que ninguna acción efectiva se ejecutó contra los rebeldes durante esta campaña. La situación llegó a ser tan crítica que el Gran Consejo pidió a los soldados que eligieran a un general para liderarles, mientras el otro debía abandonar el campo.
Con la ventaja de su parte, los generales mercenarios Spendios, Autarito y Zarza unieron los ejércitos de Bizerta y Útica para asediar la misma Cartago. En ese entonces la guarnición de la ciudad fuera de alrededor de 10 000 hombres, incluidos mercenarios extranjeros, lo que obligó a las autoridades cartaginesas a iniciar una campaña de reclutamiento entre sus ciudadanos mucho más intensa que las tradicionales.

### El mando único de Amílcar
Las tropas, con el poder conferido por el Gran Consejo, eligieron entonces a Amílcar como su general, y el Senado envió a un capitán llamado Aníbal (a no confundir con el hijo de Amílcar) como su segundo al mando. 

#### Ayudas de Roma y Siracusa

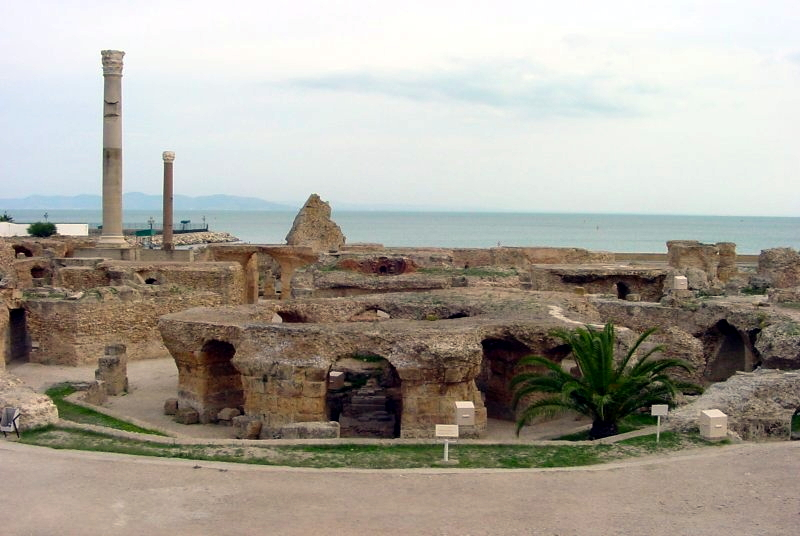
Ruinas de Cartago.

Por entonces, los rebeldes controlaban todo el Estado exceptuando la misma ciudad de Cartago. Con todas sus rutas bloqueadas, los cartagineses buscaron ayuda exterior.
En principio, Roma había tenido algunas desavenencias con Cartago, pues los cartagineses apresaban a aquellos mercaderes romanos que viajaban con víveres destinados a sus enemigos y los encerraban en prisión. Varios diplomáticos romanos fueron enviados entonces a Cartago, que devolvió prontamente a los cautivos. Agradecidos, los romanos devolvieron al resto de los cautivos de Sicilia, además de prohibir el comercio con los rebeldes.
Del mismo modo, el tirano Hierón II de Siracusa suministró víveres a Cartago, temiendo que si esta potencia caía, quedaría como único poder capaz de oponerse a los romanos en Sicilia.

#### Guerra de suministros
Amílcar, gracias a su superioridad en tropas ligeras, y el númida Naravas con su caballería, interceptaban las líneas de suministro de los ejércitos rebeldes. Ante la escasez de provisiones, éstos se vieron obligados a levantar el sitio de Cartago.

#### Batalla de la Sierra
Matón permaneció en la ciudad de Túnez, mientras Spendios, Autarito y el africano Zarza movilizaban un ejército de 50 000 hombres para enfrentarse a Amílcar (239 a. C.), prácticamente en su totalidad africanos. Hostigándoles en campo abierto y erosionando su ejército con acciones puntuales de gran habilidad, Amílcar los condujo hacia el desfiladero conocido como la Sierra. Los rebeldes, que buscaban siempre alejarse del llano y ocupar las colinas y montañas, habían caído en su propia trampa.
Después de asediar durante días la boca del desfiladero, bloqueando el resto de las salidas por medio de fosos y trincheras, los mercenarios amenazaron a sus jefes, viendo que los refuerzos de Túnez no llegaban y el hambre era cada vez más acuciante.
Los líderes rebeldes pactaron entonces con Amílcar, entregándose los oficiales más importantes. Entre éstos se encontraban Autarito, Zarza y Spendios. Creyendo haber sido traicionados, los soldados atacaron entonces y fueron masacrados por el ejército de Amílcar. Se dice que murieron más de 40 000 (prácticamente la totalidad del ejército rebelde).

#### El sitio de Túnez

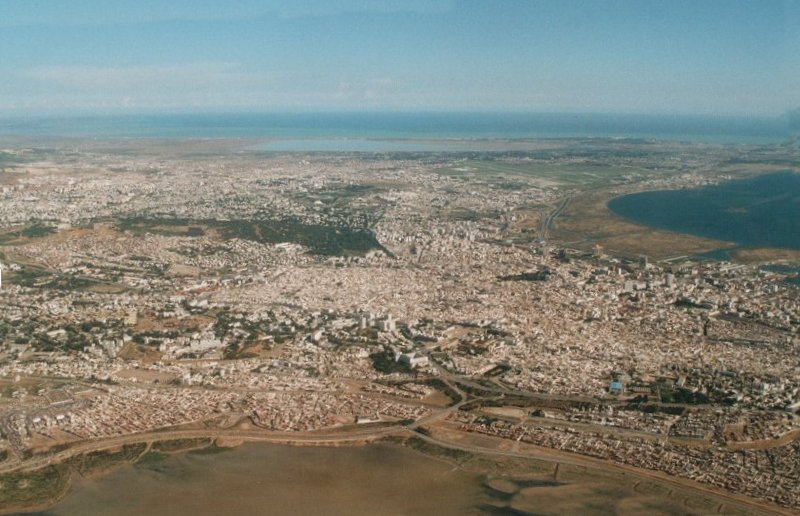
Vista aérea de Túnez en la actualidad.

La derrota de las tropas africanas hizo que muchas ciudades regresaran al bando cartaginés. Dueño de las llanuras y con las ciudades africanas de su lado, Amílcar se dirigió a Túnez, poniendo la ciudad bajo asedio con una eficiente hueste de diez a doce mil guerreros.
El contingente de Aníbal puso asedio al lado de Túnez que miraba a Cartago, mientras que Amílcar se emplazó en el lado opuesto. Una vez establecido el sitio, los líderes rebeldes fueron crucificados a la vista de los muros de la ciudad.
Matón salió entonces de la ciudad atacando el campamento de Aníbal, que fue capturado vivo por el libio. Entonces, descolgando el cuerpo de Spendios, colgó al cartaginés en su lugar, degollando a sus oficiales a los pies de la cruz.
Amílcar llegó tarde a socorrer a Aníbal, y la derrota provocó el retorno de Hannón desde Cartago, al mando de los últimos hombres en edad adulta capaces de portar armas que quedaban en la metrópoli. Después de varias reuniones, los generales olvidaron sus diferencias y actuaron de forma conjunta para acabar con Matón, que pasó a la defensiva.
Los rebeldes aun sumaban unos veinte millares, muchos de ellos armados con el bagaje capturado a Aníbal. El ejército reunido por ambos generales cartagineses era de tamaño similar.
Los generales púnicos tendieron emboscadas al africano cerca de las últimas ciudades que permanecían en el bando rebelde, como Leptis Magna, al sureste. Finalmente, acosado en todos los frentes, Matón resolvió dar batalla campal al enemigo.
Existe poca información sobre esta batalla, aunque se sabe que la victoria se decantó del lado cartaginés. Matón fue capturado vivo, y el resto de las ciudades que permanecían en el bando rebelde se rindieron a Cartago, Túnez incluida.

### Conquista romana de Cerdeña y declaración de guerra

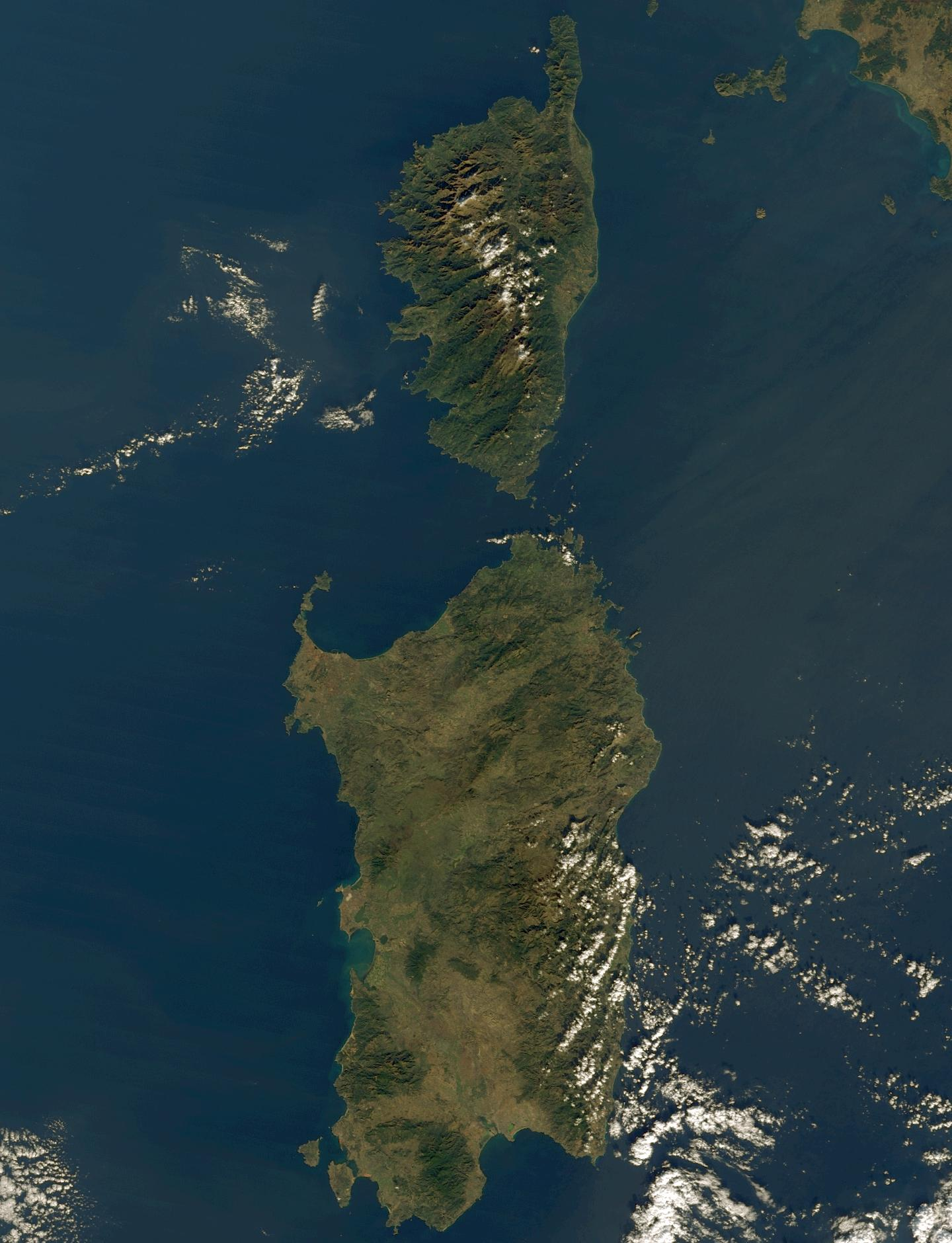
Vista de satélite de Córcega y Cerdeña.

La república de Roma aprovechó entonces la coyuntura para enviar un cuerpo expedicionario y "pacificar" Cerdeña, que se hallaba en conflicto entre los mercenarios rebeldes y los oriundos de la isla.
Los cartagineses protestaron airadamente, preparando una expedición contra los mercenarios rebeldes de la isla. Pero Roma declaró la guerra de nuevo a Cartago, arguyendo que los preparativos eran para hacerles la guerra a ellos y no a los rebeldes. 
La precaria situación de Cartago hacía insostenible una nueva guerra, de modo que aumentaron el tributo a Roma en mil doscientos talentos y abandonaron definitivamente la isla.
La isla de Córcega también cayó poco después en manos romanas.

### Fin de la guerra
Con el ejército rebelde aniquilado y sus principales líderes ajusticiados, las únicas dos ciudades que se oponían a Cartago eran Útica y Bizerta, que no podían esperar demostración de clemencia alguna por parte de los púnicos.
Amílcar acampó frente a Útica, mientras Hannón hacía lo propio ante Bizerta. Finalmente, los cartagineses impusieron unas duras condiciones de paz para las dos ciudades, que se rindieron, y con ellas el último reducto de oposición a la capital.
Después de tres años y cuatro meses, la cruenta guerra civil había terminado.

## Cronología
241 a. C.
- Derrota naval de Cartago en las islas Egadas
- Fin de la primera guerra púnica, Tratado entre Cartago y Roma. Cartago entrega Sicilia a Roma.
- Amílcar Barca renuncia al mando en Sicilia.
- Un ejército de 20 000 mercenarios es transportado por Giscón desde Sicilia a África.
- Los mercenarios son reunidos en Cartago, y desplazados a la ciudad de Sicca Veneria.
- Hannón el Grande viaja a Sicca. Intenta, sin éxito, convencer a los mercenarios de que acepten una paga menor dada la sequedad de las arcas públicas.
- Se rompen las negociaciones. Los mercenarios se levantan en armas, ocupan Túnez, y amenazan directamente a Cartago.
- Dada su posición, los mercenarios hinchan sus peticiones y solicitan también una paga para los reclutas libios del ejército. El Gran Consejo de Cartago acepta todas las demandas.
- Giscón negocia exitosamente con los mercenarios en Túnez.[38]

240 a. C.
- Temiendo represalias personales por parte de cartagineses y romanos, Matón y Spendios incitan a las tropas, y son nombrados generales.[39]
- Los mercenarios apresan a Giscón, dando comienzo a la guerra.[40]
- Los mercenarios convencen a las ciudades africanas para unirse a la revuelta contra Cartago. Fuerzas libias asedian las ciudades de Útica e Hipácrita, que rehúsan unirse a los rebeldes.
- Hannón el Grande recibe el mando de las tropas púnicas.[41]
- Los mercenarios derrotan a los ejércitos cartagineses al mando de Hannón durante la Batalla de Útica.[42]
- Los mercenarios capturan Cerdeña.[43]
- Cartago concede a Amílcar Barca el mando combinado junto a Hannón.[44]
- Amílcar levanta el sitio de Útica.
- Los ejércitos de Amílcar derrotan a los mercenarios en la Batalla del Bagradas.[45]
- El líder númida Naravas se pasa al bando de Amílcar.[46]
- Con los defectores númidas (alrededor de dos mil hombres), Amílcar derrota de nuevo a los mercenarios.[47]
- Amílcar perdona a los prisioneros, aceptando en su ejército a aquellos que quieran luchar por Cartago, y exiliando al resto.[48]

239 a. C.
- Preocupados porque la clemencia de Amílcar anime a otros a desertar, Autarito pide la ejecución de "alrededor de setecientos" prisioneros cartagineses, incluyendo a Giscón. Tras tales atrocidades, los mercenarios no se atrevieron a cambiar de bando.[49]
- Amílcar nombrado comandante único de los ejércitos de Cartago.[50]
- Útica se pasa al bando rebelde.[51]
- Cartago sitiada por fuerzas mercenarias.
- Cartago pide ayuda a Hierón II de Siracusa.[52]
- Cartago pide ayuda a Roma.[53]

238 a. C.
- Amílcar corta las líneas de suministro de los mercenarios sitiando a Cartago, forzándoles a levantar el sitio.
- Amílcar realiza una serie de rápidos ataques a las tropas mercenarias, manteniéndolas en constante movimiento.
- Amílcar conduce a los mercenarios hacia un desfiladero sin salida en la batalla de la Sierra. Los mercenarios son sitiados, y forzados a recurrir al canibalismo para sobrevivir.
- Los líderes mercenarios, excepto Matón, se rinden y son apresados por Amílcar. El ejército mercenario intenta luchar, creyéndose traicionado, y es totalmente destruido. En el combate mueren alrededor de 40 000 rebeldes.
- Los ejércitos de Amílcar y los del capitán Aníbal, sitian y recuperan varias ciudades africanas.
- Los dos generales sitian al ejército de Matón en Túnez, y crucifican al resto de líderes mercenarios frente a los muros de la ciudad.
- Matón se aprovecha de una debilidad en las defensas de Aníbal, lanzando un ataque que destroza su campamento. Aníbal y otros oficiales son capturados, y crucificados en la misma cruz que ocupaban antes los mercenarios.
- Los refuerzos cartagineses al mando de Hannón se unen a Amílcar.
- Matón es derrotado en batalla campal, y su ejército dispersado.
- Toda África, exceptuando las ciudades de Útica e Hipácrita, regresa al bando cartaginés.
- El ejército de Amílcar toma Útica, mientras Hannón hace lo propio con Hipácrita.
- Roma declara la guerra a Cartago, tomando de excusa las preparaciones militares púnicas contra Cerdeña.
- Cartago reacciona a la declaración renunciando a Cerdeña y añadiendo 1200 talentos al tributo que debía pagar tras la primera guerra púnica.

## Consecuencias

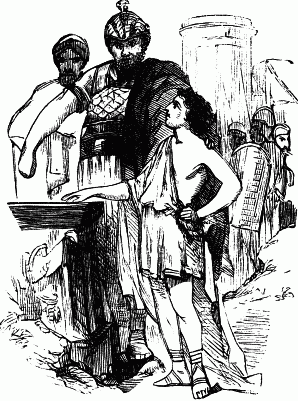
El juramento de Aníbal.

Las pérdidas de Sicilia, Córcega y, sobre todo, Cerdeña, privan a Cartago de sus principales fuentes de materias primas. Cartago ve cortado el acceso a su tradicional mercado de mercenarios, la base de su ejército. Sicilia está en manos extranjeras; la comunicación con Grecia y Macedonia (gracias a cuyo general Jantipo se salvó Cartago durante la primera guerra púnica) bloqueada. Córcega y Cerdeña no sólo dejan así de suministrar levas a Cartago, sino que su pérdida bloquea a la ciudad africana el acceso a los mercenarios de la Galia Cisalpina, la Narbonense y toda Italia.
Su base demográfica se ve asimismo afectada, al haber participado en la guerra prácticamente todas las ciudades africanas.
Amílcar, la figura que sale más fortalecida de la guerra, vuelve sus ojos hacia un nuevo territorio. Un territorio virgen, lo suficientemente cercano a Cartago para aprovisionar a la metrópoli con materias de primera necesidad, y lo suficientemente lejano a Roma como para no interferir directamente en su área de interés: la península ibérica, Spania en lengua fenicia.
La mayor parte de los autores romanos de la época coinciden en atribuir a Amílcar la causa primera de la segunda guerra púnica:

Fama est etiam Hannibalem annorum ferme nouem, pueriliter blandientem patri Hamilcari ut duceretur in Hispaniam, cum perfecto Africo bello exercitum eo traiecturus sacrificaret, altaribus admotum tactis sacris iure iurando adactum se cum primum posset hostem fore populo Romano.

Conocida es la historia que cuenta como Aníbal, con nueve años, suplicaba a su padre Amílcar que le llevara con él a Hispania, con la guerra de África finalizada el general ofrecía sacrificios a los dioses antes de partir allí con su ejército. Entonces alzándole y haciéndole posar su mano sobre el altar, hízole jurar que tan pronto fuera posible se mostrara como enemigo del pueblo romano.
Tito Livio, Ab Urbe condita libri L. XXI Cap. I

Hinc ultionem puer Hannibal ad aram patri iuraverat, nec morabatur.

Cuando era un niño Aníbal juró a su padre venganza contra ellos (los romanos), allá donde habitaran, frente a un altar.
Lucio Anneo Floro, Epítome de la Historia Romana, L. I, cap XXII

La conquista de este territorio recayó prácticamente en su totalidad en manos de los Barca, Amílcar, su cuñado Asdrúbal el Bello, y posteriormente sus hijos Aníbal y Asdrúbal Barca. Esto confirió a los bárcidas un poder y riqueza inigualables en Cartago, gobernando Spania como un estado propio, autónomo de la metrópoli, presionando indirectamente al Consejo de los Cien.
Asegurado el dominio de Spania, Cartago tenía a su disposición, bien como aliados, bien como mercenarios, a los pueblos celtíberos de la península: turdetanos, carpetanos, oretanos, ilergetes, suesetanos y otros muchos dispuestos a alzar sus armas en defensa de sus intereses. Tal reserva en recursos humanos permitió a Aníbal planear definitivamente una futura guerra con Roma, que hiciera olvidar los agravios del tratado del año 241 a. C., causante indirecto de la rebelión de los mercenarios - al agotar las arcas cartaginesas -, de la humillación del pueblo púnico y de la posterior pérdida de Córcega y Cerdeña.

## Historiografía
No ha llegado hasta hoy ningún texto púnico que tratara sobre el conflicto, de modo que las principales fuentes conocidas son los autores clásicos grecolatinos. 
Los autores más importantes que han escrito sobre dicho conflicto son:
- Apiano
- Cornelio Nepote.
- Diodoro Sículo.
- Dión Casio.
- Polibio de Megalópolis.
- Tito Livio (La parte de la Guerra Mercenaria de su obra está actualmente perdida).

También la menciona brevemente Lucio Anneo Floro en su Epítome de Historia Romana, inspirado prácticamente en su totalidad en las Décadas de Livio. 
El único de ellos que trata en profundidad sobre el conflicto es Polibio, amigo personal de Publio Cornelio Escipión Emiliano, a quien acompañó durante la tercera guerra púnica. En su obra, el griego aporta descripciones, nombres, lugares, fechas y cifras. Y aun así, la intención de Polibio es escribir una visión general del conflicto, con el objetivo de contextualizar al lector en el auténtico tema de su obra: la historia de la Antigua República de Roma.

Esta guerra merece, por muchas razones, que nos detengamos en su exposición, que realizaremos de forma breve y sumaria, según el plan propuesto en la obra.
Polibio I, XVIII

Posteriormente, el jurista bizantino Juan Zonaras menciona brevemente el conflicto en su recopilatorio "Epitomé historion" (Ἐπιτομὴ ἱστοριῶν).
Al no tratarse de una guerra en la que Roma participara directamente, los historiadores griegos y romanos mencionados adoptan una postura más neutral que a la hora de hablar de las guerras púnicas.
En 1862 Gustave Flaubert escribe una novela histórica sobre la guerra, titulada Salambó, con personajes históricos y ficticios, en lo que resulta un best-seller lleno de sensualidad y exotismo, pero con muchas licencias literarias.[cita requerida]